# Szujhua
Szujhua (egyszerűsített kínai írással: 绥化, pinjin: Suíhuà) prefektúra szintű város Kínában, Hejlungcsiang tartományban. Lakosainak száma 3 756 167 fő (2020).

## Népesség
| 2010 | 5 418 153 |
| 2020 | 3 756 167 |

## Testvérvárosok
- Belogorszk